# 16. Klavierkonzert (Mozart)
Das 16. Klavierkonzert in D-Dur, KV 451, ist ein Klavierkonzert von Wolfgang Amadeus Mozart. In der Zählung der reinen Klavierkonzerte Mozarts ist es das 10. Konzert.

## Entstehung
Das 16. Klavierkonzert ist eins der vier Konzerte, die Mozart 1784 für eigene Aufführungen in Wien komponierte. In dieser Zeit gab er zahlreiche Konzerte und wollte dabei dem Publikum möglichst neue Werke bieten.
Im Gegensatz zum vorhergehenden 15. Klavierkonzert verwendete Mozart hier ein um Trompeten und Pauken erweitertes Orchester wie vorher im 13. Klavierkonzert KV 415. Das Werk nimmt thematisch deutlich Bezug auf die Oper Idomeneo, die drei Jahre zuvor entstanden war.

## Musik

### 1. Satz: Allegro
Der Hauptsatz beginnt mit einem marschartigen Thema. Der Aufbau des Satzes ist einfacher als im Vorgängerkonzert, die Konzeption jedoch ist virtuoser. Die lange Exposition bietet zwei Themen in ähnlichem Duktus und einen langen dreiteiligen Nachsatz.
Das Soloklavier nimmt sogleich virtuos das Hauptthema auf. Die Durchführung greift auf ein unscheinbares Nebenmotiv aus der Exposition zurück. Die Reprise weicht erneut von der Exposition ab, sie erscheint in stark erweiterter Form. Es schließt sich eine glänzende Solokadenz an, die weitgehend unmotivisch arbeitet; die kadenzierenden Schlusstakte des ersten Orchestertutti beenden den Satz.

### 2. Satz: Andante
Das Andante verzichtet auf Trompeten und Pauken und setzt nur einfache Holzbläser ein. Der Form nach handelt es sich hier um ein Rondo. Das erste Couplet zitiert eine Passage aus Idomeneo, was zu einem liedhaften, fast vokalen Charakter der Musik führt. Das zweite Couplet wird eingeleitet von den Hörnern und führt nach e-Moll. Wie häufig bei Mozart ist es zweiteilig und endet in C-Dur. Die Coda bringt noch einmal neue Themen.

### 3. Satz: Rondo, Allegro di molto
Das abschließende Rondo erschließt die Tanzmusik für den konzertanten Kontext. Der elegante Refrain stellt einen „Kontretanz“ dar. Der Solist tritt mit einer Fanfare ein, die dem zweiten Teil des Hauptthemas entnommen ist. Das erste Couplet spielt auf einen „Deutschen Tanz“ an. Die Wiederkehr des Refrainthemas bringt prächtige Verzierungen des Soloklaviers mit sich. Nach einer anspruchsvollen Kadenz folgt überraschend ein Taktwechsel in den 3/8-Takt, in dem der Refrain wiederkehrt. Einige festliche Akkorde von Klavier und Orchester beenden anschließend den Satz in einer Coda, die unüblicherweise noch einmal Elemente des ersten Couplets aufgreift.

## Stellenwert
Das 16. Klavierkonzert führt die im 15. Klavierkonzert KV 450 erreichte große klassische Form des Klavierkonzertes fort. Die Bläser sind nun obligat geführt, die Hauptsätze beginnen mit großen Orchesterexpositionen, die Sätze bilden teilweise einen Bezug untereinander, die Formprinzipien werden freizügig interpretiert und der Solopart ist schwieriger und virtuoser gestaltet. Das militärisch-marschartige Hauptthema des ersten Satzes weist Ähnlichkeiten zu den sogenannten Militärkonzerten KV 456 und KV 459 auf, die kurz danach entstanden. Im vorliegenden Konzert etabliert Mozart den Tanz im Kontext des Konzertes. Wieder stellt Mozart unter Beweis, dass er die vorherrschenden Formprinzipien erweitern und jederzeit neu interpretieren kann.